# Villa Ottolini-Tosi
La villa Ottolini-Tosi è la più grandiosa delle ville di Busto Arsizio ed era di proprietà di Ernesto Ottolini, uno dei tre figli di Carlo Ottolini, il padrone del cotonificio omonimo. La villa costituisce un vero e proprio monumento al potere economico della borghesia industriale della città di Busto Arsizio.

## Storia
La villa sorge al limite nord del vecchio borgo, nelle vicinanze della chiesa di San Michele. È collocata a poca distanza dalle altre due residenze che ospitavano la famiglia di Ernesto ed Antonio Ottolini. Il progetto della villa fu redatto da Camillo Crespi Balbi, l'architetto di fiducia degli Ottolini. L'edificio fu costruito nel 1902 ed acquisito dal comune di Busto Arsizio nel 1969 dall'allora proprietario Dott. Gino Tosi. Oggi è sede di uffici pubblici del Parco Alto Milanese e della scuola di musica Gioachino Rossini.

## Architettura

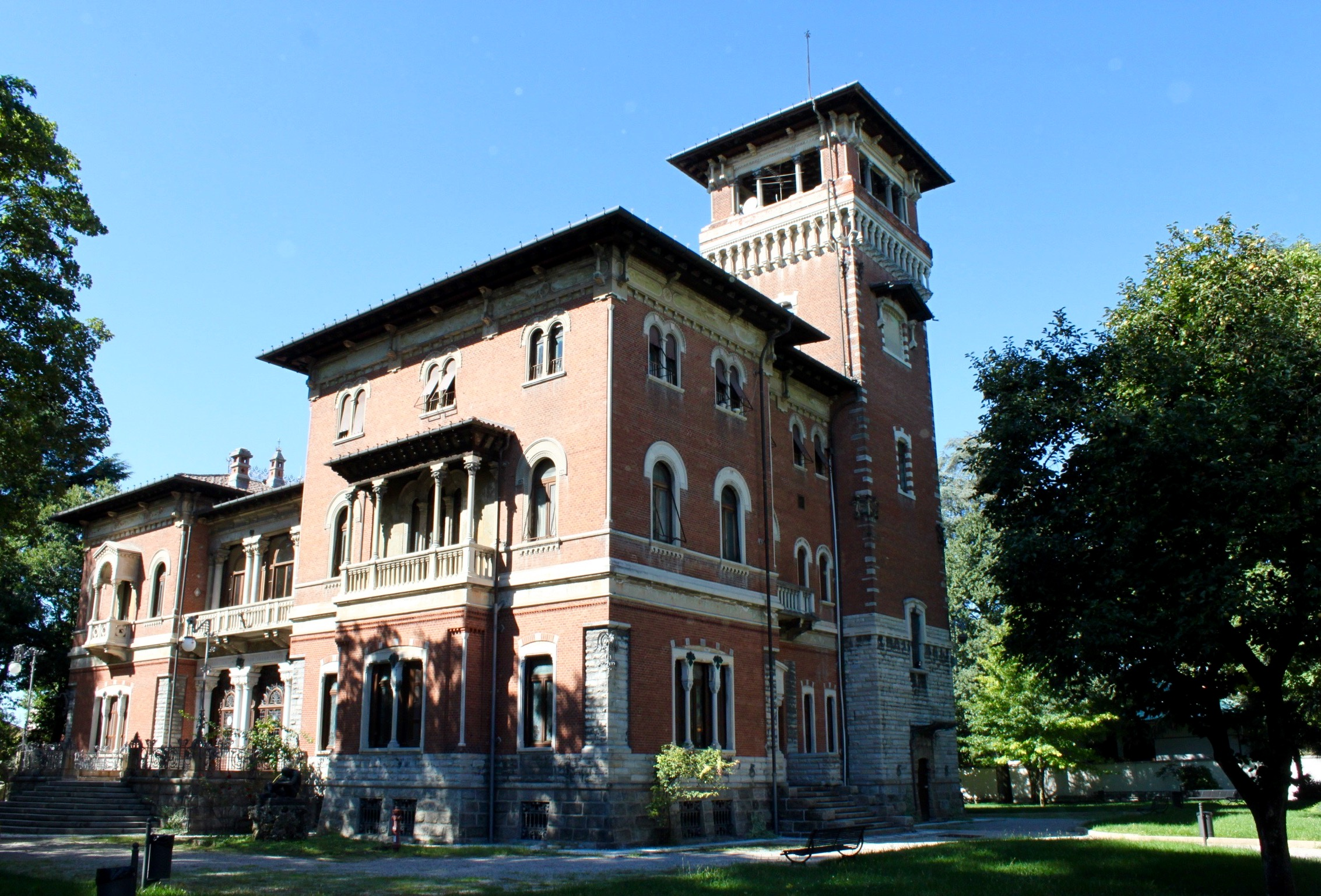
Villa Ottolini-Tosi, angolo sud-est

Camillo Crespi Balbi scelse la tipologia a castello medievale. L'edificio, molto mosso sia in pianta che in alzato, si articola su due piani principali fuori terra ed uno, seminterrato, destinato agli ambienti di servizio. Solo in corrispondenza del quadrante a sud-ovest della pianta si ha un terzo piano fuori terra. Il torrione all'angolo di nord-est era destinato ad ospitare la scala di servizio e una sorta di ambiente di guardia alla sommità. Lo schema parametrico è molto semplice per tutti e due i piani fuori terra: un corridoio posto trasversalmente rispetto alla direzione d'ingresso serve le varie sale, mentre l'ampio scalone in marmo collocato a nord-est, in prossimità della torre, collega i due livelli principali.

### Materiali

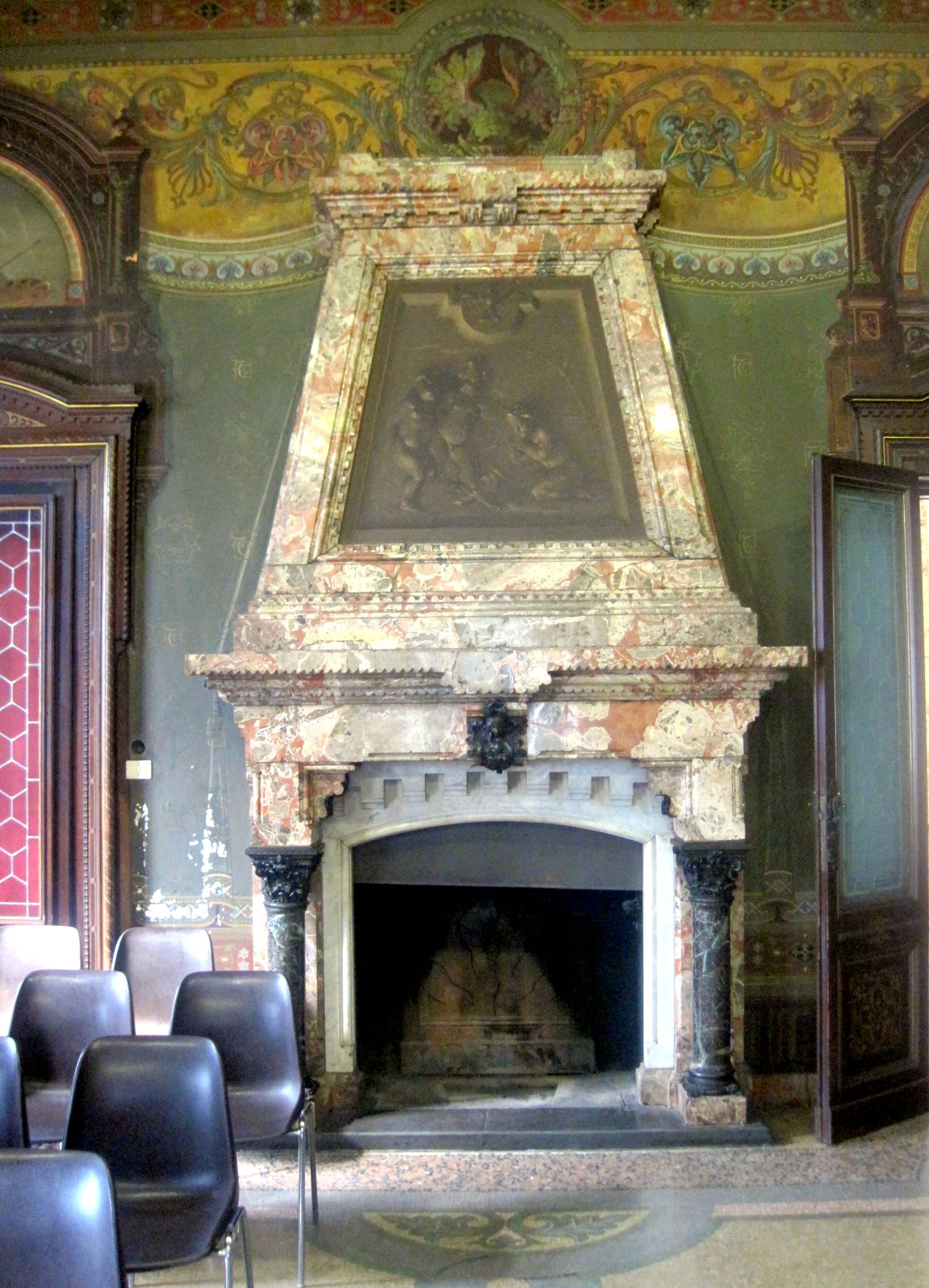
Il caminetto in marmo policromo della sala dei matrimoni

Per la costruzione furono impiegati la pietra appena sbozzata e il mattone a vista, che rivelano l'intenzione del progettista di coniugare il ritorno alla purezza di ideali dell'architettura romantica con gli stimoli provenienti dall'ormai imperante gusto Liberty. L'interno è impreziosito con elementi in marmo. La sua luce interna è filtrata da stupende vetrate artistiche di elevato pregio tecnico e artistico, soprattutto i medaglioni figurativi realizzati con la tecnica dell'acidatura e la pittura a Tubage per le vetrate nella cosiddetta sala dei matrimoni, la più ricca di elementi decorativi. Un materiale chiave dello stile Liberty, presente sia all'interno sia all'esterno dell'edificio, è il ferro battuto, opera di Alessandro Mazzucotelli.

### Interno
L'interno della villa presenta una decorazione estremamente ricca. L'ambiente di maggior pregio è il salone che si affaccia a sud-est, alla destra dell'ingresso: al suo interno, impreziosito da mosaici e da un soffitto di travi a vista decorate, si trovano un camino di marmi policromi, sormontato da una imponente cappa con bassorilievo bronzeo, riportante alla sua sommità le iniziali del padrone di casa (EO) e otto grandi figure affrescate, realizzate nel 1901-1902 da Mario Chiodo Grandi: quattro di queste si trovano sopra le porte (di cui due cieche sulla parete ovest) e rappresentano La Pittura, La Scultura, L'Architettura e La Musica, mentre le altre quattro sono raggruppate intorno a una quinta porta al centro della parete settentrionale e rappresentano Giulietta e Romeo, in un unico dipinto, a simboleggiare l'arte della poesia e l'amore, e due figure allegoriche femminili che probabilmente simboleggiano la Virtù e la Pace (presentano infatti rispettivamente una fiamma e un ramoscello d'ulivo). Questa lettura è confermata dalle parole iscritte sul soffitto in corrispondenza di queste figure: "Virtus", "Amor" e "Pax".
Sempre al piano terra, nel corridoio, si trova una fascia sottosoffitto ritmata dalle figure dei dodici segni zodiacali, ognuno dei quali è racchiuso da una cornice, opere di un pittore non meglio identificato.
Al primo piano, nella camera padronale, si trova un'altra importante opera pittorica che presenta nuovamente due figure allegoriche, Notte e Amore, rappresentate rispettivamente da una fanciulla alata e da un putto. Questo dipinto, a differenza dei precedenti, non è firmato, ma è probabilmente opera dello stesso Mario Chiodo Grandi. La firma potrebbe essere stata cancellata durante i restauri effettuati in seguito a un incendio che colpì la stanza attigua negli anni 1950.
Al piano delle cantine trovano collocazione sia la grande cucina con i lavelli incassati in un unico piano di pietra, sia una stanza blindata, destinata alla conservazione dei documenti più importanti del padrone di casa.

### Esterno

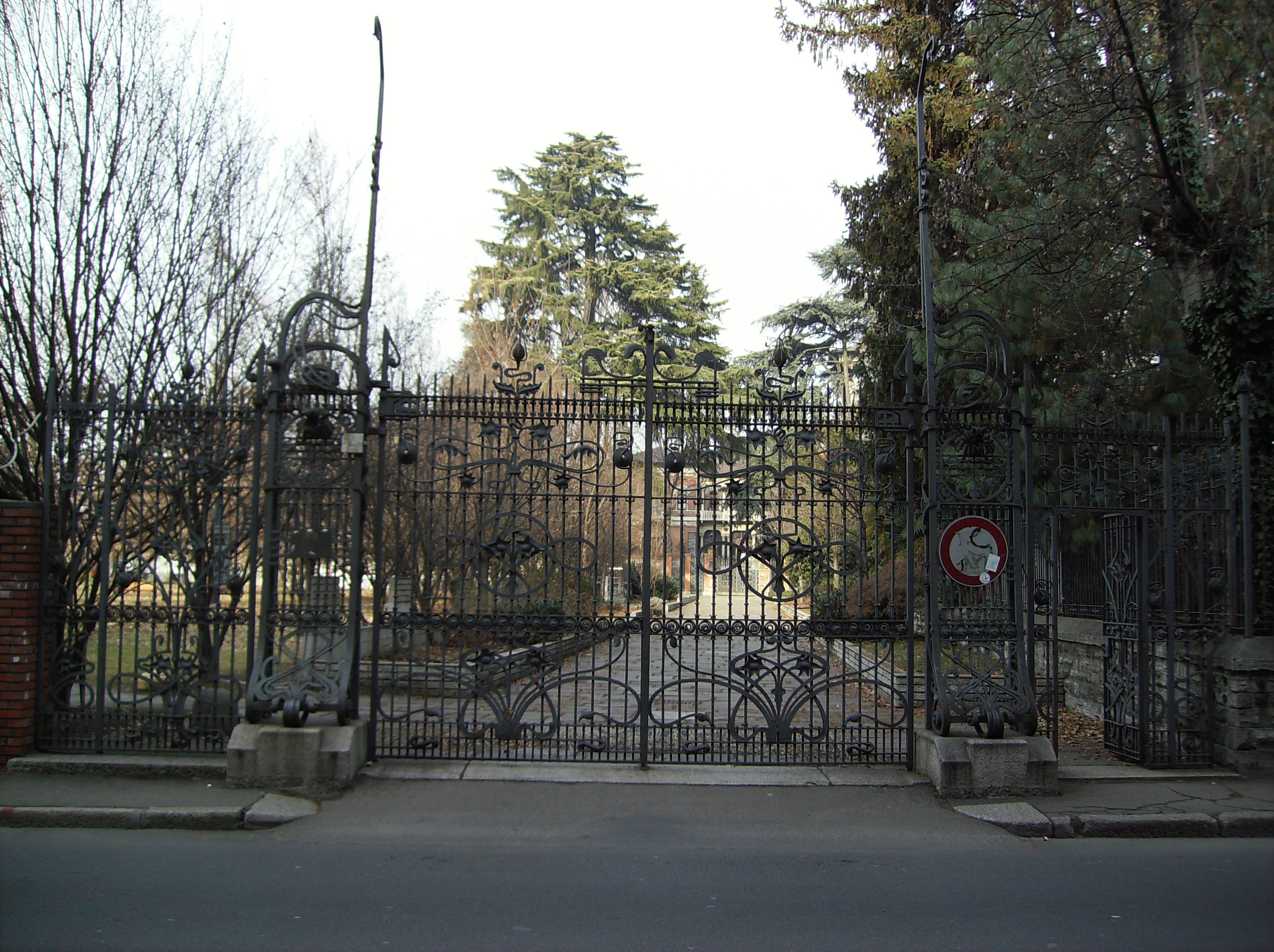
Villa Ottolini-Tosi - Cancello esteriore

L'esterno è caratterizzato dall'elegante effetto cromatico prodotto dall'abbinamento della pietra bianca con il mattone a vista delle pareti e la pietra del basamento e dei rinforzi agli angoli del piano terra. L'architrave dell'ingresso è sorretto da colonne binate su alti dadi di base. I molti elementi in ferro battuto rappresentano girasoli, pannocchie, melograni, scheletri e teste di draghi. Il monumentale cancello principale è solo ciò che rimane della recinzione molto più estesa che era stata presentata con grande successo all'esposizione di Torino del 1902. Nel parco, originariamente molto più grande, furono collocate alcune sculture in bronzo.

### Ferri battuti

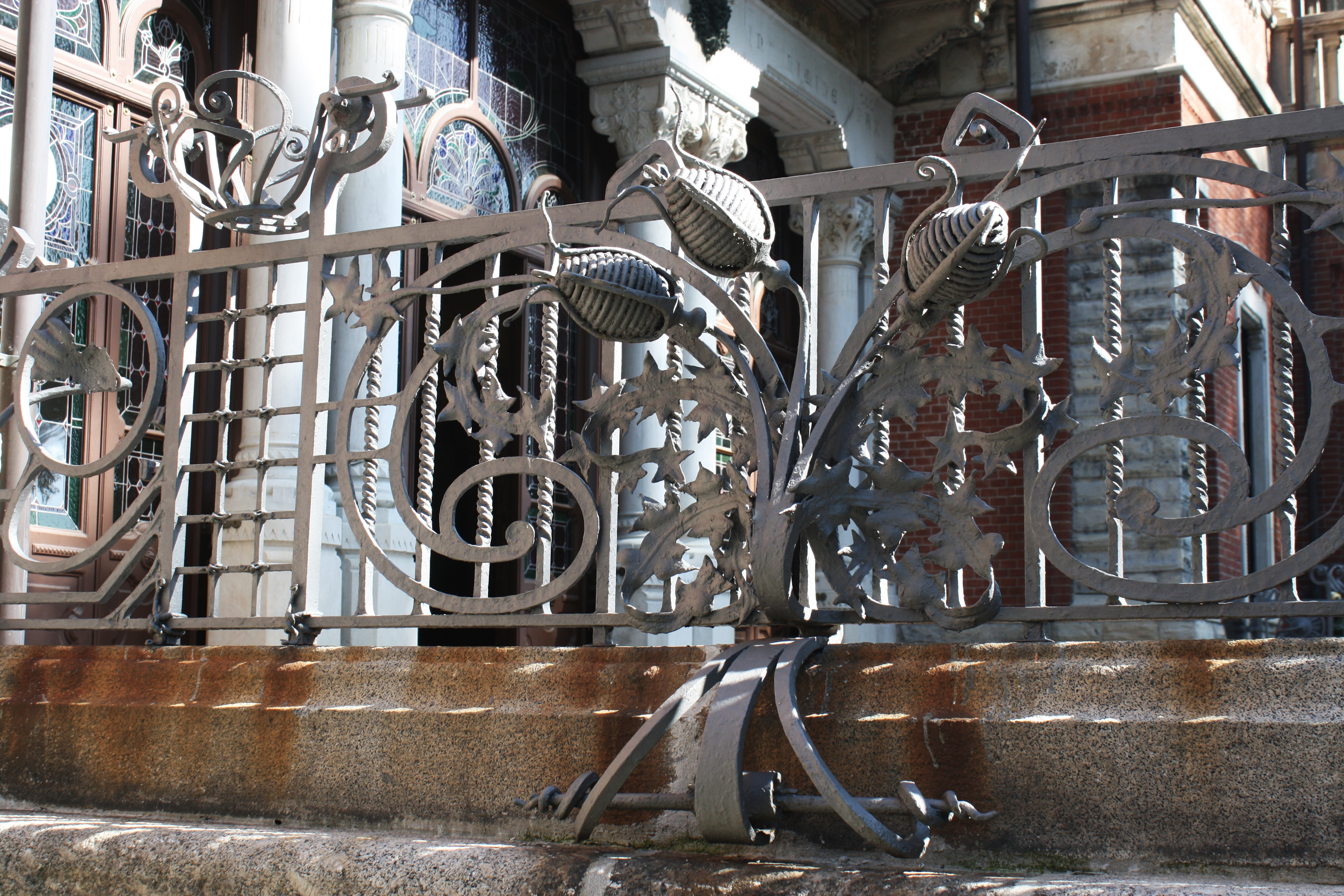
Ferri battuti raffiguranti pannocchie sul parapetto della terrazza antistante l'ingresso della villa

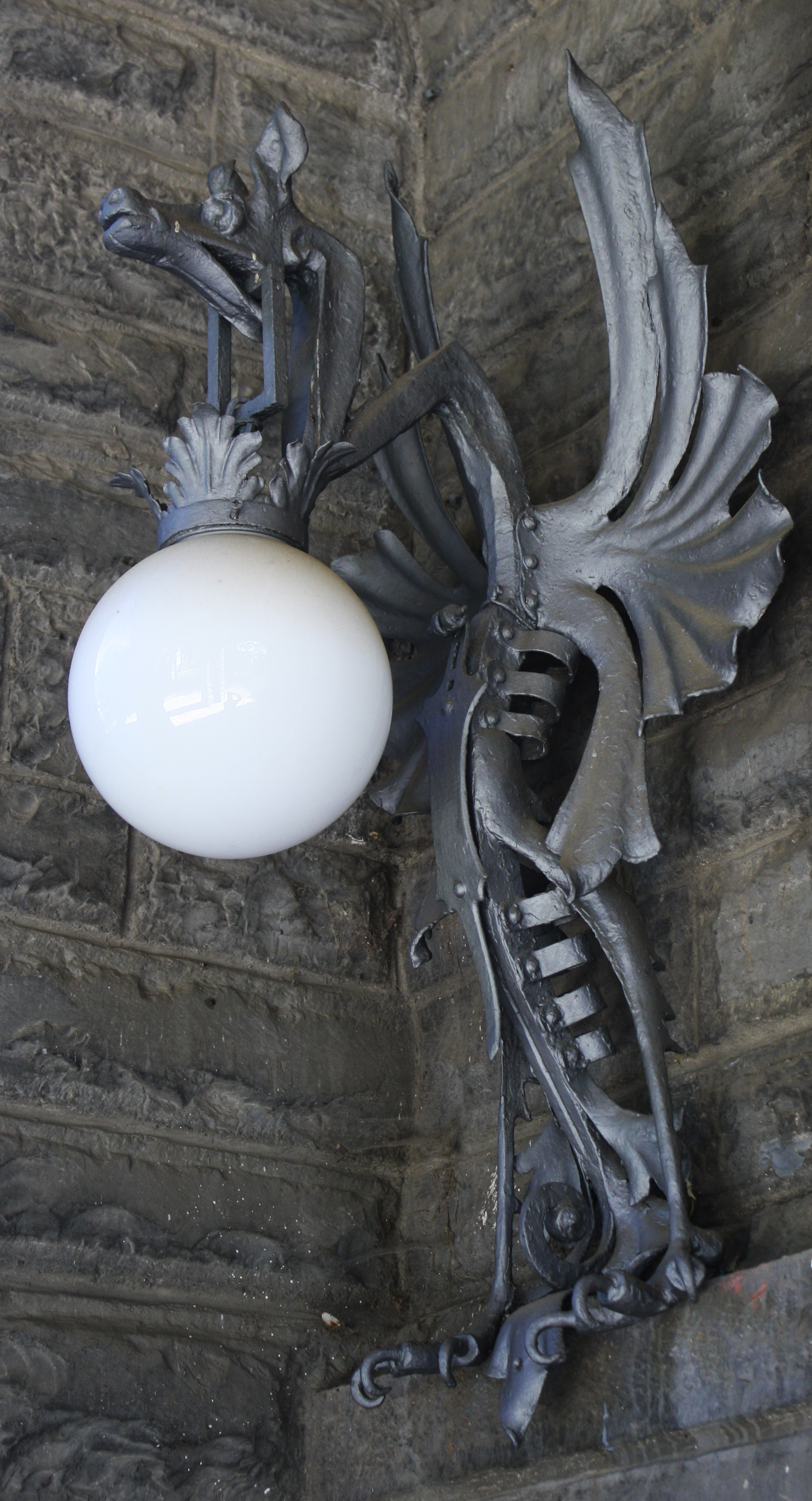
Un lampione in ferro battuto di Mazzucotelli presso Villa Ottolini-Tosi a Busto Arsizio

La massiccia presenza di ferri battuti, tutti ideati e realizzati tra il 1901 e il 1902 dall'officina Alessandro Mazzucotelli, è un elemento fondamentale della villa Tosi-Ottolini. Il cancello principale, fittamente intrecciato con una serie infinita di motivi vegetali, ma anche astratti, è un ingresso trionfale; invece che con barre a sezione costante e lamiere, i particolari sono realizzati con corde arrotolate, torciglioni, terminazioni a "colpo di frusta", forme ricavate plasticizzando il ferro come fosse cera, senza che nulla ricordi i profilati da cui sono derivate, ma conservando invece evidentemente l'impronta del martello. Altri elementi in ferro battuto sono i parapetti delle terrazze nord e sud, le porte laterali e posteriori, le finestre della cantina, la pensilina che protegge l'ingresso alla torre e i colmi del tetto. Tra gli esseri fantastici che compaiono nelle decorazioni vi sono i grifoni che reggono le lampade all'ingresso occidentale ed ai due angoli di sud-est e di sud-ovest: le teste sono lupi dall'aria feroce, il collo è quello ricurvo di un avvoltoio, le ali diventano foglie palmate e resti di gabbie toraciche, del tronco esistono solo gli anelli delle vertebre, gli artigli sono volute quasi vegetali e la coda è una serpe che si avvolge su se stessa.